# 小行星2076
小行星2076（2076 Levin）是一颗围绕太阳公转的小行星。1974年11月16日，哈佛大學天文台在哈佛大学天文台发现了此天体。
該小行星以俄羅斯天文學家鮑里斯·尤列維奇·列文（Boris Yulevich Levin）命名。
这颗小行星的绝对星等为74.91749500731814等。